# 感じて、漢字の世界
『感じて、漢字の世界』（かんじて、かんじのせかい）は、2012年10月6日より2019年12月29日までJFN系列38局ネットで放送されたTOKYO FM制作のラジオ番組である。

## 概要
漢字を題材とした5分間（放送開始 - 2019年9月は10分間）のミニ番組。放送日・放送時間は各局で異なり（詳細は後述）、制作局のTOKYO FMのみ再放送（内容は一週間前のもの）を行っている。
DNP大日本印刷が運営している紙と電子書籍のハイブリッド総合書店「honto」で、本番組の電子書籍が5巻まで発売されている。
2019年12月29日の放送分をもって終了した。

## パーソナリティ
- 山根基世 - フリーアナウンサー（元・NHKエグゼクティブアナウンサー、東京大学客員准教授）。

## 番組内容
週替わりで漢字一文字を取り上げ、漢字の成り立ちを探っていくことによりその漢字が持つ意味・背景を学んでいく。

## ネット局
2019年10月現在。★はradiko（プレミアム含む）で聴取可能な放送局。放送時間の早い順から記載。
| 放送対象地域   | 放送局名                                     | 放送時間         | 備考                                   |
| -------------- | -------------------------------------------- | ---------------- | -------------------------------------- |
| 福岡県         | エフエム福岡（FM FUKUOKA）★                  | 金曜 5:00 - 5:05 |                                        |
| 北海道         | エフエム北海道（AIR-G'）★                    | 土曜 5:55 - 6:00 |                                        |
| 山形県         | エフエム山形（Rhythm Station）               | 土曜 6:30 - 6:35 |                                        |
| 東京都         | エフエム東京（TOKYO FM）★                    | 土曜 6:40 - 6:45 | 番組制作局 『Ready Saturday Go』に内包 |
| 青森県         | エフエム青森（AFB）★                         | 土曜 6:40 - 6:45 | 『サタ☆スポ』に内包                    |
| 岩手県         | エフエム岩手（FM IWATE）★                    | 土曜 6:40 - 6:45 | 『サタ☆スポ』に内包                    |
| 秋田県         | エフエム秋田（AFM）                          | 土曜 6:40 - 6:45 | 『サタ☆スポ』に内包                    |
| 福島県         | エフエム福島（ふくしまFM）★                  | 土曜 6:40 - 6:45 | 『サタ☆スポ』に内包                    |
| 群馬県         | エフエム群馬（FM GUNMA）★                    | 土曜 6:40 - 6:45 | 『サタ☆スポ』に内包                    |
| 栃木県         | エフエム栃木（RADIO BERRY）★                 | 土曜 6:40 - 6:45 | 『サタ☆スポ』に内包                    |
| 新潟県         | エフエムラジオ新潟（FM-NIIGATA）★            | 土曜 6:40 - 6:45 |                                        |
| 富山県         | 富山エフエム放送（FMとやま）★                | 土曜 6:40 - 6:45 | 『サタ☆スポ』に内包                    |
| 石川県         | エフエム石川（HELLO FIVE）★                  | 土曜 6:40 - 6:45 | 『サタ☆スポ』に内包                    |
| 福井県         | 福井エフエム放送（FM FUKUI）★                | 土曜 6:40 - 6:45 | 『サタ☆スポ』に内包                    |
| 長野県         | 長野エフエム放送（FM長野）★                  | 土曜 6:40 - 6:45 | 『サタ☆スポ』に内包                    |
| 岐阜県         | エフエム岐阜（FM GIFU）★                     | 土曜 6:40 - 6:45 | 『サタ☆スポ』に内包                    |
| 三重県         | 三重エフエム放送（レディオキューブ FM三重）★ | 土曜 6:40 - 6:45 | 『サタ☆スポ』に内包                    |
| 滋賀県         | エフエム滋賀（e-radio）★                     | 土曜 6:40 - 6:45 | 『サタ☆スポ』に内包                    |
| 兵庫県         | 兵庫エフエム放送（Kiss FM KOBE）★            | 土曜 6:40 - 6:45 | 『サタ☆スポ』に内包                    |
| 広島県         | 広島エフエム放送（HFM）★                     | 土曜 6:40 - 6:45 | 『サタ☆スポ』に内包                    |
| 山口県         | エフエム山口（FMY）★                         | 土曜 6:40 - 6:45 | 『サタ☆スポ』に内包                    |
| 鳥取県・島根県 | エフエム山陰（V-air）                        | 土曜 6:40 - 6:45 | 『サタ☆スポ』に内包                    |
| 岡山県         | 岡山エフエム放送（FM OKAYAMA）               | 土曜 6:40 - 6:45 | 『サタ☆スポ』に内包                    |
| 香川県         | エフエム香川（FM香川）★                      | 土曜 6:40 - 6:45 | 『サタ☆スポ』に内包                    |
| 高知県         | エフエム高知（Hi-Six）                       | 土曜 6:40 - 6:45 | 『サタ☆スポ』に内包                    |
| 徳島県         | エフエム徳島（FM TOKUSHIMA）                 | 土曜 6:40 - 6:45 | 『サタ☆スポ』に内包                    |
| 長崎県         | エフエム長崎（FM Nagasaki）★                 | 土曜 6:40 - 6:45 | 『サタ☆スポ』に内包                    |
| 佐賀県         | エフエム佐賀（FMS）                          | 土曜 6:40 - 6:45 | 『サタ☆スポ』に内包                    |
| 熊本県         | エフエム熊本（FMK）★                         | 土曜 6:40 - 6:45 | 『サタ☆スポ』に内包                    |
| 大分県         | エフエム大分（Air-Radio FM88）★              | 土曜 6:40 - 6:45 | 『サタ☆スポ』に内包                    |
| 宮崎県         | エフエム宮崎（JOY FM）                       | 土曜 6:40 - 6:45 | 『サタ☆スポ』に内包                    |
| 鹿児島県       | エフエム鹿児島（μFM）★                       | 土曜 6:40 - 6:45 | 『サタ☆スポ』に内包                    |
| 沖縄県         | エフエム沖縄（FM沖縄）★                      | 土曜 6:40 - 6:45 | 『サタ☆スポ』に内包                    |
| 愛知県         | エフエム愛知（FM AICHI）★                    | 日曜 5:25 - 5:30 | [ 注釈 6 ]                             |
| 大阪府         | エフエム大阪（FM OH!）★                      | 日曜 5:50 - 5:55 |                                        |
| 宮城県         | エフエム仙台（Date fm）★                     | 日曜 5:55 - 6:00 |                                        |
| 静岡県         | 静岡エフエム放送（K-mix）★                   | 日曜 5:55 - 6:00 |                                        |
| 愛媛県         | エフエム愛媛（JOEU-FM）★                     | 日曜 6:30 - 6:35 |                                        |